# Systemy księgowe
System księgowy (aplikacja, oprogramowanie księgowe) – oprogramowanie użytkowe typu biznesowego do operacji księgowych, które rejestruje i przetwarza transakcje rachunkowości w ramach modułów (części systemu), takich jak: rachunki do zapłaty, należności, płace, obroty i salda. Systemy przeznaczone są dla samodzielnych księgowych, małych i średnich przedsiębiorstw, biur rachunkowych, itp. Najbardziej skomplikowane oprogramowania księgowości bywają częścią rozległego pakietu oprogramowania określanego jako planowanie zasobów przedsiębiorstwa (systemy klasy ERP, przykładowo otwarty system ERP5). Prawo do korzystania z systemu zwykle kupuje się jako licencję oprogramowania. Jeśli kupujący tego potrzebuje w gotowej aplikacji, dokonuje się lokalnych zmian. Cena systemu (aplikacji) zależy od złożoności i kosztów realizacji oprogramowania oraz wdrożenia w firmie. Wielu dostawców zaprzestało sprzedawania lub licencje są kupowane przez większe grupy. Na polskim rynku dostępna jest bezpłatna księgowość online oraz darmowe aplikacje księgowe dla małych i średnich firm.

## Moduły
Oprogramowanie księgowe zazwyczaj składa się z różnych modułów i sekcji. Wśród najbardziej powszechnych są:
Podstawowe moduły:
- Należności
- Zobowiązania
- Księgi rachunkowe
- Faktury
- Aktywa
- Zamówienia
- Księgowość

Moduły dodatkowe:
- Wierzytelności
- Ewidencja Środków Pieniężnych
- Elektroniczne przetwarzanie płatności
- Wydatki
- Płace
- Raporty

Producenci używają różnych nazw modułów w swoich produktach. 

## Realizacja
Przed zakupem zwykle sprzedawca oferuje darmowy czas próbny na używanie aplikacji. W wielu przypadkach koszt implementacji (np. instalacja i konfiguracja systemu u klienta) może być większy niż wykupienie licencji. Większość aplikacji i oprogramowań jest sprzedawanych wyłącznie za pośrednictwem dystrybutorów, deweloperów i konsultantów. Firmy sprzedają zwykle licencje dostawcy oprogramowania, a następnie oferują instalację, dostosowanie i wsparcie serwisowe. Niektóre systemy oferują płatny, czasowy dostęp do określonych modułów.